# Tytus (biskup Bizancjum)
Tytus – biskup Bizancjum w latach 242–272. 